# Pågen
Pågen er en svensk familieejet bagerivirksomhed med hovedkontor i Malmø. Virksomheden etableredes i 1878 af Anders og Matilda Påhlsson. I dag foregår produktionen i virksomhedens to bagerier i Malmø og Gøteborg. Pågen bager og sælger blandt andet lyst og mørkt brød, hamburgerbrød, pølsebrød, wienerbrød, kager, muffins og giffler.
I år 2000 besluttedes det at sammenlægge Pågen med virksomheden Pååls, som også havde været i familiens eje i over 70 år, men som blev drevet som et helt adskilt virksomhed. Bageriet i Gøteborg er det tidligere Pååls' bageri, og derfra kom produkter som Hönökaka og Roast'n'toast, men de markedsføres nu under navnet Pågen.